# Geadjugeerde matrix
In de lineaire algebra is de geadjugeerde matrix (soms ook adjunctmatrix) van een vierkante matrix een matrix die onder andere in verband gebracht kan worden met de inverse matrix.

## Definitie
Men verkrijgt de geadjugeerde van een vierkante matrix A door elk element van die matrix te vervangen door zijn cofactor en vervolgens te transponeren. In symbolen
adj(A)ji = (−1)i+j Mij = Cij
Hierin staat Mij voor de minor van het element aij van A en Cij voor de cofactor van het element aij van A.

## Voorbeeld
We bepalen de geadjugeerde matrix van A.
{\displaystyle A={\begin{pmatrix}2&-1&0\\1&-3&2\\3&0&1\end{pmatrix}}}
{\displaystyle \operatorname {adj} A={\begin{pmatrix}{\begin{vmatrix}1&0&0\\0&-3&2\\0&0&1\end{vmatrix}}&{\begin{vmatrix}0&1&0\\1&0&2\\3&0&1\end{vmatrix}}&{\begin{vmatrix}0&0&1\\1&-3&0\\3&0&0\end{vmatrix}}\\{\begin{vmatrix}0&-1&0\\1&0&0\\0&0&1\end{vmatrix}}&{\begin{vmatrix}2&0&0\\0&1&0\\3&0&1\end{vmatrix}}&{\begin{vmatrix}2&-1&0\\0&0&1\\3&0&0\end{vmatrix}}\\{\begin{vmatrix}0&-1&0\\0&-3&2\\1&0&0\end{vmatrix}}&{\begin{vmatrix}2&0&0\\1&0&2\\0&1&0\end{vmatrix}}&{\begin{vmatrix}2&-1&0\\1&-3&0\\0&0&1\end{vmatrix}}\end{pmatrix}}^{T}={\begin{pmatrix}-3&5&9\\1&2&-3\\-2&-4&-5\end{pmatrix}}^{T}={\begin{pmatrix}-3&1&-2\\5&2&-4\\9&-3&-5\end{pmatrix}}}

## Eigenschappen
- adj(A) A = A adj(A) = det(A) In
- adj(AB) = adj(B) adj(A)
- adj(AT) = (adj(A))T
- det(adj(A)) = det(A)n−1

## Toepassing
De geadjugeerde kan gebruikt worden om de inverse matrix te bepalen, indien deze bestaat.
Uit de eerste eigenschap kunnen we namelijk volgend resultaat bekomen:
{\displaystyle A^{-1}=\det(A)^{-1}\operatorname {adj} \left(A\right)={\frac {1}{\det \left(A\right)}}\operatorname {adj} \left(A\right)}.
Merk op dat dit inderdaad enkel mogelijk is voor det(A) ≠ 0, dus voor inverteerbare matrices. Daarnaast, merk op dat {\displaystyle {\tfrac {1}{\det \left(A\right)}}\operatorname {adj} \left(A\right)} niet geschreven mag worden als {\displaystyle {\tfrac {\operatorname {adj} \left(A\right)}{\det \left(A\right)}}}, aangezien een matrix strikt genomen niet deelbaar is door een scalair.